# Artik & Asti
Artik & Asti (in russo Артик и Асти?; in ucraino Артік і Асті?) è attualmente un progetto musicale della cantante russa Seville, in precedenza gestito come duo musicale ucraino con il produttore e cantante ucraino Artik.
Il duo è stato fondato nel 2010 da Artem Umrychin assieme all'ucraina Asti, rimasta attiva come membro fino al 2021; quest'ultima è stata in seguito sostituita da Sevil' Velieva.

## Storia del gruppo
Nel 2010 il produttore Artem Umrychin decise di realizzare un nuovo progetto musicale, ma aveva bisogno di un cantante per questo: trovò quindi su Internet una registrazione della cantante Anna Dzjuba a cui offrì la sua collaborazione. Così registrarono la loro prima composizione congiunta in uno studio musicale di Kiev. La prima canzone di Artik & Asti fu il brano Antistress, seguita da Moja poslednjaja nadežda che debuttò alla radio e rese famoso il duo musicale. La band ha fatto poi numerose tournée in Russia e in Europa. Nel 2013 è stato pubblicato il loro album di debutto #RajOdinNaDvoich.
Nel febbraio 2015 è uscito il loro secondo album Zdes' i sejčas, costituito da dodici tracce e risultato quello in russo più popolare dell'anno su Yandex Music. Nel febbraio 2016 la band ha presentato un video per la traccia Tebe vsë možno, girato dalla regista Rina Kasjura sullo stile di Cinquanta sfumature di grigio con la partecipazione dell'attrice Agnija Ditkovskite e della ballerina Ajchan Šinžin.
L'8 luglio 2016 è stato divulgato il singolo Ja tvoja, tratto dal terzo disco. L'album, intitolato Nomer 1, è stato messo in commercio il 21 aprile 2017 ed è stato supportato da un ulteriore estratto, intitolato Nedelimy.
Il 15 febbraio 2019 viene presentato Grustnyj dėns, in collaborazione con Artëm Kačer, che si è tramutato in uno dei principali successi dell'anno sia nella Federazione Russa che in Ucraina; il brano, posizionatosi in cima alla graduatoria radiofonica russa e in 6ª posizione di quella ucraina, ha riscontrato popolarità anche nelle principali piattaforme digitali ed è stato riconosciuto nella categoria di miglior gruppo pop ai premi Viktorija. È stato incluso nell'EP 7 (Part 1), uscito il mese seguente. Poco dopo, il duo ha annunciato che a novembre sarebbe stata pubblicata la seconda parte dell'EP, dal titolo 7 (Part 2), poi rinviata al 7 febbraio 2020: nel progetto discografico è inclusa la canzone Devočka tancuj, il cui video è stato diretto dal regista Alan Badojev. Il 30 dicembre, durante la trasmissione di Capodanno Ciao, 2020! di Večernij Urgant messa in onda su Pervyj kanal, hanno presentato in lingua italiana Bambina balla, cover di Devočka tancuj.
Nel marzo 2021 è stato pubblicato l'EP Millenium, a cui ha fatto seguito l'LP Millenium X qualche mese più tardi. L'album-track Isterička ha fatto guadagnare al duo un secondo premio Viktorija al gruppo pop dell'anno. A novembre viene annunciato l'abbandono del duo da parte di Anna Dzjuba per dedicarsi alla propria carriera da solista; la stessa artista è stata in seguito sostituita dalla russa Seville.
Garmonija, reso disponibile nel gennaio 2022, è stato il loro primo ingresso in top ten nella neonata Russia Songs. Dopo una serie di singoli stand-alone, Artik & Asti hanno pubblicato il quarto EP Kačeli il 9 febbraio 2024; il progetto, contenente la traccia omonima candidata per un premio Viktorija, è stato anticipato dall'unico estratto Vselennaja.
Nel novembre 2024 viene annunciato il ritiro di Artem Umrychin, lasciando la gestione del progetto a Sevil' Velieva. È stata anche diffusa Chudi, una collaborazione con GeeGun e Niletto riconosciuta col Žara Music Award alla canzone dell'anno, con i premi RU.TV e Muz-TV al miglior duetto, che ha riscosso successo digitalmente e radiofonicamente; si tratta inoltre della prima numero uno nella Top Internet Hits Russia Weekly Chart della Tophit.

## Formazione
Attuale
- Seville (Sevil' Velieva) – voce (2022-presente)

Ex componenti
- Artik (Artem Umrychin) – voce (2010-2024)
- Asti (Anna Dzjuba) – voce (2010-2021)

## Discografia

### Album in studio
- 2013 – #RajOdinNaDvoich
- 2015 – Zdes' i sejčas
- 2017 – Homer 1
- 2021 – Millenium X

### Album dal vivo
- 2018 – Live v A2 Green Concert

### EP
- 2019 – 7 (Part 1)
- 2020 – 7 (Part 2)
- 2021 – Millenium
- 2024 – Kačeli

### Singoli
- 2014 – Polovina
- 2016 – Ja tvoja
- 2016 – Melancholija
- 2017 – Nedelimy
- 2018 – Neverojatno
- 2019 – Grustnyj dėns (feat. Artëm Kačer)
- 2019 – Zabudeš'
- 2019 – Pod gipnozom
- 2019 – Poleču za toboju (con Ruki Vverch)
- 2020 – Voz'mi moju ruku (con Stas Michajlov)
- 2020 – Kapel'koju (con DJ Loyza e Valerija)
- 2020 – Moskva ne verit slezam (con Ruki Vverch)
- 2021 – Tancuj (con Chanza)
- 2021 – MamaMija (con Jah Khalib)
- 2021 – Ja tak ljublju tebja
- 2022 – Garmonija
- 2022 – CO2 (con DJ Smash)
- 2023 – Kukla
- 2023 – Mir sošël s uma (con Mars Deimos)
- 2023 – Za gorizont (con Mot)
- 2023 – Vselennaja
- 2024 – Nobody like You (con Nick Riin)
- 2024 – Chudi (con GeeGun e Niletto)
- 2025 – Byt' sčastlivoj
- 2025 – Ja budu ždat' tebja (con Stas Michajlov)
- 2025 – Modnyj pop

### Collaborazioni
- 2021 – Family (David Guetta feat. Artik & Asti & A Boogie wit da Hoodie)